# Conophyma kuznetzovi
Conophyma kuznetzovi is een rechtvleugelig insect uit de familie Dericorythidae. De wetenschappelijke naam van deze soort is voor het eerst geldig gepubliceerd in 1969 door Stolyarov.